# Udaipur (ort i Indien, Rajasthan, Jhunjhunūn)
Udaipur är en ort i Indien.   Den ligger i distriktet Jhunjhunūn och delstaten Rajasthan, i den nordvästra delen av landet, 200 km sydväst om huvudstaden New Delhi. Udaipur ligger 446 meter över havet och antalet invånare är 30 264.
Terrängen runt Udaipur är kuperad åt sydost, men åt nordväst är den platt. Runt Udaipur är det tätbefolkat, med 308 invånare per kvadratkilometer. Udaipur är det största samhället i trakten. Trakten runt Udaipur består till största delen av jordbruksmark.